# Пряма дія (організація)
«Пряма́ ді́я» — незалежна студентська профспілка в Україні, основним принципом якої є боротьба за безкоштовну освіту, позбавлену дискримінації. Була заснована в 2008 році з ініціативи студентів Київського національного університету ім. Шевченка. Легалізована 15 квітня 2009 року. Профспілка має осередки в низці столичних університетів, а також у кількох обласних центрах України. 

## Історія
Усередині 90-х років у Києві вже існувала студентська профспілка під назвою «Пряма дія». За час свого існування профспілка провела ряд успішних акцій, спрямованих на захист прав студентів. Профспілка проіснувала до 1998 року.

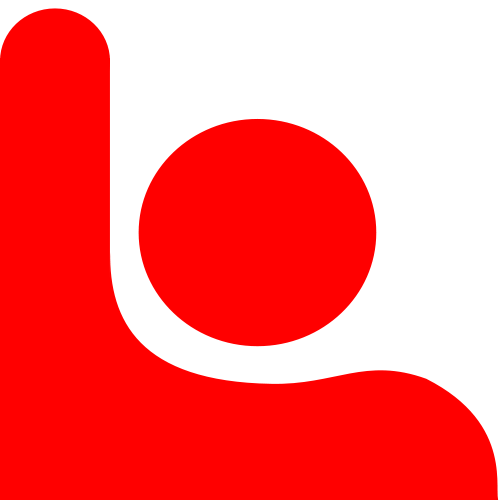
Логотип профспілки до 2023 року.

У 2008 році студенти Київського національного університету ім. Т. Шевченка вирішили створити нову незалежну профспілку. Ними було прийняте рішення взяти назву «Пряма дія» на знак продовження традицій молодіжного спротиву. Таким чином, «Пряма дія» зразка 90-х років отримала умовну назву «перше покоління». Деякі активісти із першого покоління у 2000-х допомогли діяльності профспілки.
«Пряма дія» мала конфлікти з ультраправими організаціями, зокрема партії ВО «Свобода», які іноді переростали у фізичне протистояння.
У 2016 році відбулися останні заходи профспілки за участі її «третього покоління», після чого вона фактично розпалася, хоча жоден з її членів про розпуск не заявляв. Сайт профспілки припинив існування, сторінки у соцмережах не оновлювалися. За іншими даними, «Пряма дія» продовжувала організовувати освітні проєкти до 2019 року.
У 2023 році під час повномасштабного вторгнення Росії з погіршенням соціального становища студентства та виникнення нових викликів системі вищої освіти зʼявилася група лівих студентів («четверте покоління»), що відновили роботу профспілки. Окрім захисту студентства «Пряма дія» залучена до підтримки Збройних сил України проти російського вторгнення. У 2024 році «Пряма дія» увійшла до міжнародної студентської мережі «Universities At War», у межах якої разом із польською «Ініціативою працівничею» та італійською «Officine della Formazione» організували студентський саміт у Львові.

## Мета організації
У своєму Маніфесті «Пряма дія» наголошує на тому, що сучасна система освіти комерціалізована, а знання перетворені на товар. Такий стан речей стоїть на заваді досягнення якісного навчального середовища. На противагу «режиму комодифікації» профспілка пропонує повернення системі освіти її початкової мети — виробництву знань — перетворення Університету на дійсно дослідну інституцію.
Профспілка бореться проти комерціалізації навчання, тобто за повністю безкоштовну та зелену освіту. Водночас вона відстоює соціальні права студентів — гідні умови в гуртожитках, підвищення стипендій, виступає проти поборів, експлуатації студентів тощо.
«Пряма дія» виступає за принципи вільної (лібертарної) педагогіки в освітньому процесі. Профспілка змагає за рівність між викладачем та студентом, за демократичне формування освітніх програм, вільне відвідування занять та вільний вибір предметів. Також вона відстоює остаточну секуляризацію освіти та науки.
Одним із основних завдань профспілки є створення потужного студентського руху, солідарна підтримка визвольних та емансипативних рухів України і зарубіжжя.
В умовах, коли студентський добробут був суттєво уражений внаслідок повномасштабної російської агресії, «Пряма дія» особливо активно займається питаннями збереження соціальних гарантій, якісних умов проживання в гуртожитках, вчасних виплат стипендій тощо. Також профспілка долучається до ініціатив, що мають на меті підтримку українських військових.

## Засади діяльності профспілки
«Пряма дія» базується на принципах самоврядування. Керівні посади в організації існують лише формально — загальні рішення профспілки приймаються З'їздом через процедуру досягнення консенсусу, проте діяльність зосереджується на університетських осередках, які діють автономно.
У статуті профспілки зазначено, що членами профспілки не можуть бути люди, котрі притримуються расистських, нацистських, сексистських поглядів або сповідують будь-яку шовіністичну доктрину.
«Пряма дія» співпрацює із рядом студентських, правозахисних і лівих організацій, до останніх належать: «Колективи солідарності», «Соціальний рух», «Спільне», «Ініціатива працівнича», «Солідер». У часи 2-го покоління профспілки більшість її активістів називали себе анархо-синдикалістами.

## Діяльність

### Перезаснування профспілки (2008–2010)
Від моменту свого перезаснування у 2008 році профспілка «Пряма дія» стала учасником та ініціатором низки кампаній на захист прав студентів і працівників. У липні вона разом з іншими організаціями провела першу акцію — пікет Міністерства освіти на підтримку рівненських студентів, що домоглися переговорів з адміністрацією вишів щодо зменшення плати за навчання. У вересні профспілка виступила проти антистудентських положень нової редакції Закону «Про вищу освіту», зокрема примусового відпрацювання, що призвело до вилучення спірних статей. Того ж осіннього періоду «Пряма дія» стала одним із ініціаторів кампанії проти нового Трудового кодексу, який обмежував права найманих працівників, організувавши разом з союзниками публічні акції, пікети та масштабний концерт «Рок проти узаконення рабства» на Хрещатику, після чого розгляд законопроєкту відклали. 8 листопада активісти взяли участь у «Соціальному марші».

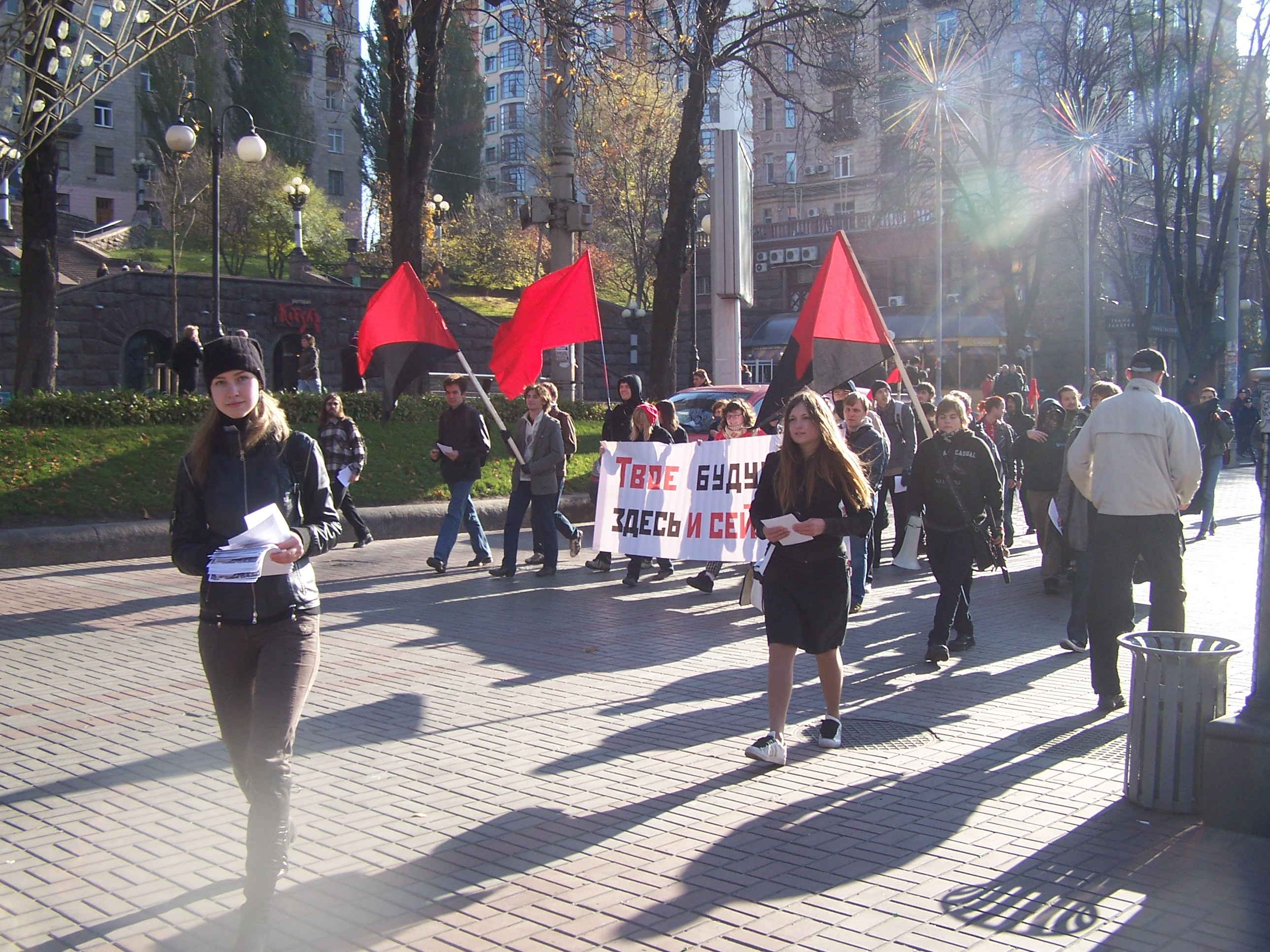
Учасники «Прямої дії» на Соціальному марші 8.11.2008.

У червні 2009 року «Пряма дія» разом з іншими організаціями вивела понад 150 студентів на пікет під стіни Кабінету Міністрів, під час якого демонстративно спалили фаєр та кілька залікових книжок; у результаті на екстреному засіданні уряд скасував постанову про запровадження платних послуг. У жовтні профспілка долучилася до страйку студентів і викладачів інституту ім. Бойчука, що супроводжувався протестами під Міністерством освіти та завершився наприкінці місяця гучною блокадою інституту. 17 листопада, у Міжнародний день студентів, активісти провели акцію «Break the Wall» проти репресивної системи освіти та на знак солідарності з німецькими й австрійськими страйкуючими студентами.

### Масові студентські протести та міжнародні кампанії «Прямої дії» (2010–2012)

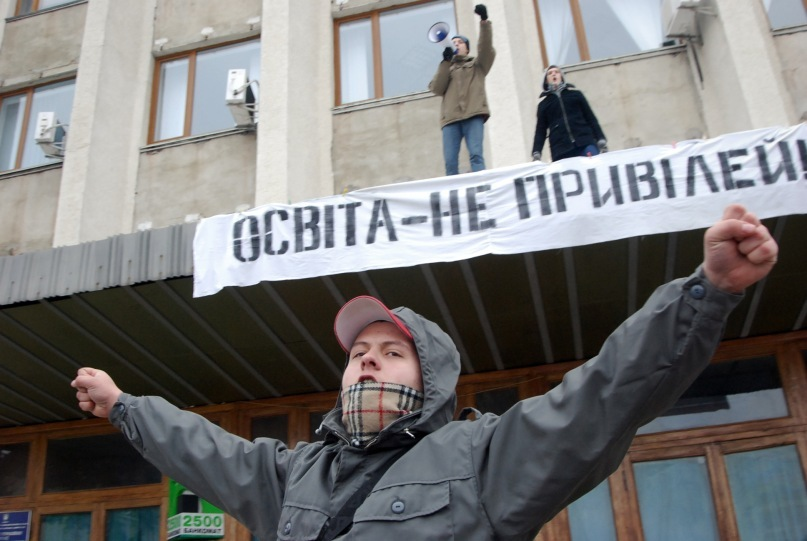
Акція протесту проти комерціалізації освіти в Хмельницькому. Активісти Прямої Дії на даху управління освіти та науки Хмельницької області.

У 2010 році «Пряма дія» провела низку резонансних акцій і кампаній, починаючи з березневого нападу неонацистів після акції солідарності з робітниками «Nestlé», що навіть викликало засудження з боку частини ультраправих угруповань. У квітні профспілка ініціювала міжнародну кампанію проти репресій і втручання спецслужб у вишах, провела пікет під СБУ та домоглася тимчасового припинення тиску на активістів. Далі були Першотравневий «Марш колективної дії», участь у кампанії «Ні поліцейській державі» після загибелі студента Ігоря Індила, боротьба проти ущільнення в гуртожитках та конфлікт із адміністрацією КНУ. Восени «Пряма дія» стала рушійною силою протестів проти постанови № 796 про запровадження платних послуг у вишах, організувавши 12 жовтня разом із ФРІ Всеукраїнську акцію у 14 містах, що зібрала до 20 000 учасників і отримала міжнародний резонанс, попри часткове скасування документа владою.
Восени 2010 року «Пряма дія» брала активну участь у студентських протестах: після зриву зустрічі з ректором КНУ, що завершилася домовленістю про переговори, профспілка підтримала сімферопольських студентів у марші проти постанови № 796, а вже 12 жовтня разом із ФРІ організувала масштабну всеукраїнську акцію у 14 містах, яка зібрала до 20 000 учасників і мала міжнародний резонанс, попри лише часткове скасування постанови. Свою солідарність із студентами висловлює поет і письменник Сергій Жадан. Пізніше «Пряма дія» підтримала польських лівих у вимогах легалізації трудових мігрантів і завершила рік акцією «Студентський наступ» у Києві та інших містах України.

17 листопада 2010 року в Хмельницькому з'явився місцевий осередок «Прямої дії», а 11 грудня профспілка разом із низкою лівих та правозахисних організацій провела в Києві марш до Міжнародного дня прав людини, що завершився театралізованою акцією на Майдані та нападом націоналістів на учасників маршу.

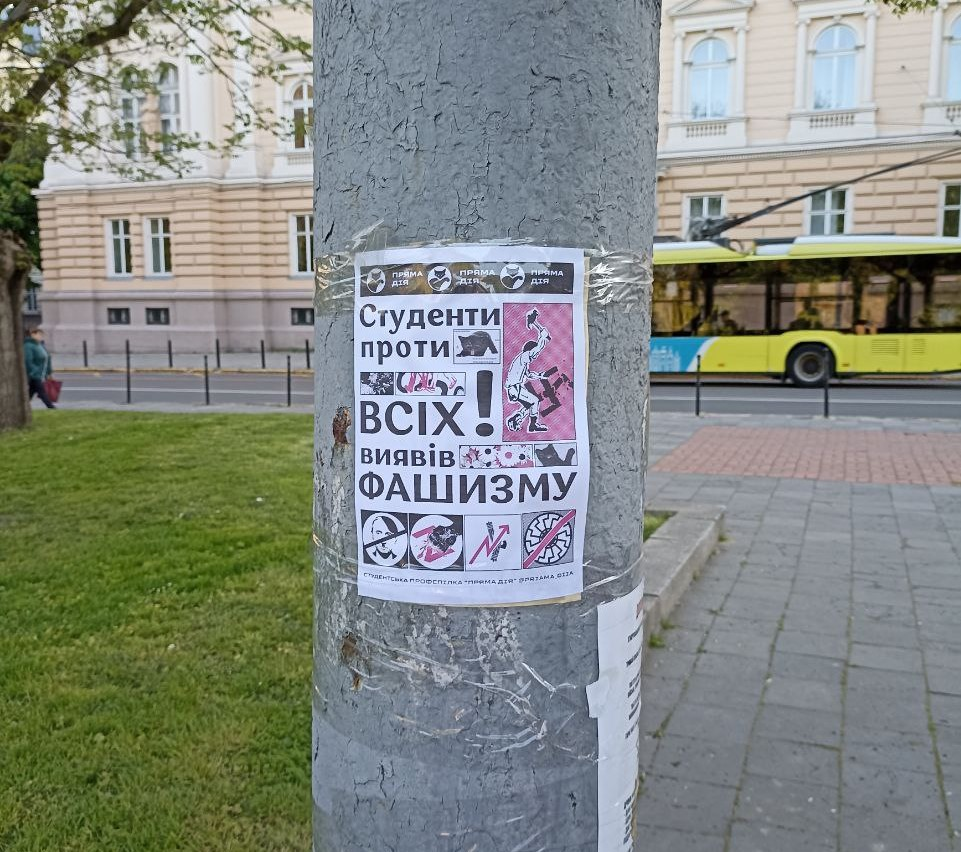
Постер «Прямої дії» у Львові на 9 травня 2023 року в рамках акції «Тиждень антифашизму»

На початку 2011 року «Пряма дія» спільно з союзними організаціями розпочала всеукраїнську кампанію «Проти деградації освіти», спрямовану проти комерціалізації вищої школи та скорочення держзамовлення, провівши три хвилі протестів у багатьох містах і домігшись скасування двох законопроєктів. Паралельно профспілка організовувала акції солідарності в Україні та за кордоном, виступи проти поліційного свавілля, підвищення вартості гуртожитків і неоліберальних реформ, брала участь у міжнародній кампанії «Spring of resistance» та у Першотравневому «Марші колективної дії».
У 2012 році «Пряма дія» поєднувала освітні та протестні ініціативи: у квітні стартував самоорганізований проєкт «Вільна школа» на засадах безкоштовної, доступної та рівноправної освіти, а також було розгорнуто кампанію на захист студенток Шахтарського педагогічного училища від примусової праці та принижень, що завершилася частковими поступками адміністрації й штрафом для директорки. Профспілка долучилася до Першотравневої акції «Наступ за права трудящих», провела разом із «Студентською дією» другий міжнародний літній табір у Криму, налагодила співпрацю з іншими незалежними профспілками та отримала власне приміщення у центрі міста, яке після ремонту стало місцем зборів, лекцій, бібліотеки та підготовки акцій до 2013 року.

### Новітня діяльність  (з 2023)
Профспілка допомогла студентам Української академії друкарства організувати протест проти об'єднання з Львівським національний університетом. Пізніше «Пряма дія» провела просвітницьку кампанію «#ТижденьАнтифашизму», публікуючи дописи про студентів, що боролися з фашистськими загарбники в ХХ столітті. Завдяки зусиллям профспілки з окупованого Криму вдалося повернути на підконтрольні території студентку КНУ ім.Т. Шевченка,  також проведено ініціативу «Студентам – академ!», покликану привернути увагу до проблеми студентів-бюджетників брати академічну відпустку під час воєнного стану. За ініціативи «Прямої дії» була організована серія толок з прибирання київських парків. Профспілка домоглася створення «Студентського комітету 11 жовтня», покликаного проводити ревізію встановлення вікон та дверей у Львівському національному університеті, а опісля влаштували інспекцію укриттів у вишах в межах ініціативи «БУС». Активісти «Прямої дії» брали участь в протестах студентів КНУКіТ, КИМУ тощо. У листопаді 2023 року «Пряма дія» брала участь у студентському мітингу перед Львівською політехнікою з вимогою звільнення Ірини Фаріон, організований громадською організацією «Українські студенти за свободу». Того ж місяця «Пряма дія» організувала протест у приватному Київському міжнародному університеті проти рішення адміністрації стягувати плату зі студентів за пропуски занять.

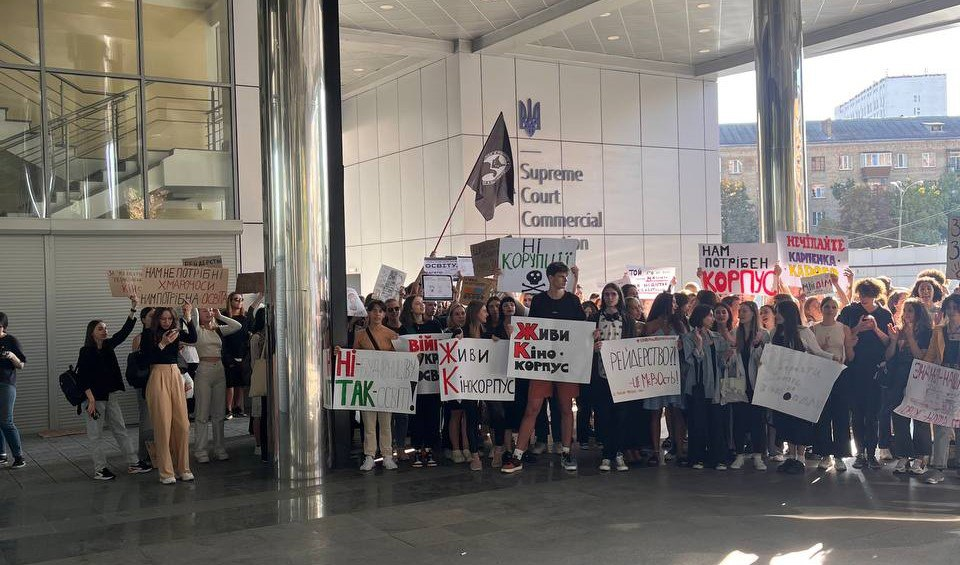
Учасники «Прямої дії» на протесті студентів КНУТКіТ 5.09.2023

У рамках кампанії «Проти зливання знань», спрямованої протистояти намірам МОН об'єднувати та реорганізовувати заклади вищої освіти, профспілка створила мережу солідарності, яка об'єднала студентів низки університетів, що підпадали під реорганізацію. 25 січня 2024 року відбулася акція в Таврійському національному університеті на зустрічі з Михайлом Винницьким і Сергієм Квітом проти приєднання ТНУ до НУ «Києво-Могилянська академія». Цю кампанію підтримали і міжнародні студентські організації з Польщі та Британії. 21 березня подібна акція відбулася у Львові проти приєднання Української академії друкарства до НУ «Львівська політехніка».
2024 року «Пряма дія» організувала низку колективних звернень, протестів і пікетів у різних університетах України, що змусили адміністрації гуртожитків та навчальних корпусів розпочати ремонти, поліпшити санітарні умови й опалення, а також реагувати на інші нагальні потреби студентів. Наприкінці року активісти «Прямої дії» допомогли студентам НАОМА скласти колективну скаргу з вимогою поліпшити санітарні умови в гуртожитку та опалення в майстернях, а після зволікання адміністрації 10 березня 2025 року студенти за підтримки профспілки провели пікет біля академії.
Улітку 2025 року «Пряма дія» долучилася до масштабних антикорупційних протестів. 

## Проєкти профспілки
На базі профспілки до 2014 р. існував постійно чинний самоосвітній проєкт. В рамках проєкту проводилися семінари і тренінги із природничих та гуманітарних дисциплін, практичне здобуття певних навичок. Самосвітній проєкт діяв в руслі лібертарної педагогіки — без авторитаризму викладачів та примусових методів. У 2010-2014 рр. «Пряма дія» випускала однойменну газету. В друкованому органі висвітлювалася діяльність профспілки, зарубіжний досвід, історія студентського руху, теорія визвольного руху, контркультурний спротив. Газета розповсюджувалася у низці столичних і регіональних вишів безкоштовно. Також діяв профспілковий кіноклуб «26 Кадр», де проводилися покази соціально-критичних стрічок, а потім — обговорення. На сайті профспілки (нині закритий) працювало радіо «Пряма хвиля».
4-те покоління «Прямо дії» відновило випуск газети. Станом на 2025 рік профспілка має власний читацький клуб «Вільні читання», а також кіноклуби у Львові та Києві.